# Jodłowice
Jodłowice este o arie protejată (sit de importanță comunitară — SCI) din Polonia întinsă pe o suprafață de 9,37 ha, integral pe uscat.

## Localizare
Centrul sitului Jodłowice este situat la coordonatele 51°17′10″N 16°48′43″E / 51.2861°N 16.812°E.

## Înființare
Situl Jodłowice a fost declarat sit de importanță comunitară în decembrie 2012 pentru a proteja un număr necunoscut de specii din flora spontană și fauna sălbatică aflate în arealul zonei.

## Biodiversitate
Situată în ecoregiunea continentală, aria protejată conține 1 habitat natural: Păduri de brad Holy Cross (Abietetum polonicum).
La baza desemnării sitului se află un număr nedeclarat de specii protejate.